# Norico
Il Norico (in latino Noricum) è una regione storica, quindi provincia romana, corrispondente all'attuale Austria centrale (ad ovest di Vienna), a parte della Baviera (Germania), alla Slovenia nord-orientale e a parte dell'arco alpino italiano nord-orientale.  Esso confinava a ovest con la Rezia lungo il fiume Inn, a sud con l'Italia lungo il crinale delle Alpi Noriche e delle Alpi Carniche, ad est con la Pannonia e a nord con le popolazioni barbariche di Marcomanni e Naristi, a cui si aggiunsero, a partire dal III secolo, Alemanni, Iutungi e Vandali.
La regione era nota in antichità anche per la produzione del famoso acciaio norico.

## Storia

### Prima della conquista romana
Il Norico era popolato alla fine della prima Età del ferro dalla cultura di Hallstatt. Attorno alla metà del IV secolo a.C. una prima ondata di popoli celti invasero il Norico, portando con loro nuove tradizioni (Cultura di La Tène), che nei secoli successivi furono assorbite dalle popolazioni indigene.
Gli studi preistorici e linguistici della regione hanno evidenziato tre diverse componenti: 
- i Veneti nella parte meridionale-occidentale del Norico, con le tribù dei Laianci e dei Saevates;
- gli Illiri nella parte meridionale-orientale, come propagazione delle popolazioni illiriche di Pannoni e Dalmati;
- i Celti nella parte settentrionale, identificabili con i Taurisci o Norici come suggerisce Plinio il Vecchio[1], e nella parte meridionale con i Carni.

I Celti nel corso dei tre secoli successivi occuparono gradualmente l'intera area norica, a partire dalla valle dal Danubio, per poi percorrere le vallate Alpine fino alla Carinzia (nella seconda metà del III secolo a.C.), e poi ad est, espellendo le tribù illiriche che si trovavano in quest'area. Fondarono numerose città, che ancora all'epoca romana conservavano il suffisso celtico, come Boiodurum, Stanacum, Joviacum, Lauriacum, Juvavum, Ovilava, ecc.

### Norici o Taurisci: alleati dei Romani
Il primo incontro tra gli abitanti di questa regione ed i Romani avvenne nel 183 a.C., quando alcune bande di Taurisci avevano deciso di migrare nell'Italia settentrionale, più precisamente in Friuli, nella zona dove un paio d'anni più tardi sarebbe sorta Aquileia. Erano intenzionati a fondarvi un loro nuovo oppidum. Roma però, che non voleva interferenze sul suolo italico da parte di altri popoli, decise di intervenire costruendovi nel 181 a.C. una nuova colonia a protezione dei suoi confini settentrionali (Aquileia appunto). Fu così che i Taurisci furono costretti a tornare nelle loro terre, pur mantenendo un rapporto di amicizia con i "nuovi vicini" Romani. Testimonianza ne è la richiesta di intervento armato romano, in seguito all'invasione di Cimbri e Teutoni, con il successivo scontro presso la città norica di Noreia del 113 a.C.
Divenne protettorato romano alla fine del II secolo a.C., sviluppando una cultura marcatamente romanizzata (come si evince dalle legende in latino sulle monete e da altre iscrizioni) che portò all'annessione nel 16 a.C., da parte di un certo Publio Silio Nerva, della sola parte meridionale dei territori, dove erano presenti numerose e produttive miniere d'oro scoperte un secolo e mezzo prima (Carinzia settentrionale).

### La provincia del Noricum
La nuova provincia, creata al tempo di Claudio e posta sotto l'autorità di un procurator Augusti, con sede a Virunum, era una provincia procuratoria, il cui esercito era costituito da sole truppe ausiliarie. La provincia del Norico aveva, inoltre, lo scopo di difendere i confini imperiali del limes danubiano e del limes norico. Vennero così avviati importanti processi di costruzione di forti, fortini e torri di avvistamento militari lungo l'intera forntiera: a Boiodurum, Stanacum, Lentia, Locus Felicis, Arelape, Faviana, Astura e Commagena.
A seguito dell'invasione dei Marcomanni nel 167-168 d.C., la provincia venne riformata da Marco Aurelio intorno al 175 d.C. e fu posta sotto un legatus Augusti pro praetore, al quale era affidato il comando della nuova legione, la II Italica, stanziata a Lauriacum (l'attuale Enns), divenuta ora nuova capitale della provincia.

### Il periodo delle invasioni barbariche
A partire dal III secolo, il Norico, come del resto l'intera frontiera danubiana subì continue invasioni da parte di Alemanni (dal 213 d.C.), Iutungi, Marcomanni, Naristi, Vandali, Suebi, ecc. Per questi motivi Diocleziano, alla fine del III secolo, provvedette a riformare l'intero ordinamento provinciale e militare dell'impero, compreso il Norico, che fu diviso in due nuove province: il Noricum Mediterraneum e il Noricum Repense.
Alla fine del V secolo, una volta disgregatosi l'Impero romano d'occidente, il Norico fu assalito dai Rugi. Questi devastarono la provincia fino alla loro sconfitta per mano di Odoacre. A seguito della fuga dei latini dall'area, i Longobardi si insediarono in alcune sue zone. Fece parte del regno ostrogoto d'Italia.
Dopo il 568, i Longobardi si spostarono verso l'Italia e la regione cadde sotto l'avanzata degli Avari Allo stesso tempo, vi si insediarono anche gli Slavi. Come i nuovi arrivati chiamassero la loro terra di insediamento rimane tuttora sconosciuto. Intorno all'800, i Franchi e i Bavari sotto Carlo Magno invasero l'Impero Avari e sottomisero il Norico.